# Павильон № 17 «Лесная промышленность» на ВДНХ
Павильон «Лесная промышленность» — семнадцатый павильон ВДНХ, построенный в 1952—1954 годах. В 1954—1955 годах — «Лесное хозяйство», в 1958—1966 годах — «Лесная и деревообрабатывающая промышленность».

## История
Павильон был построен в 1952—1954 годах по проекту архитектора В. В. Толкушкина в стиле сталинского ампира. Прежде на его месте находился разобранный павильон «Агролесмелиорация». В плане здание имеет полукруглую форму, где композиционную основу главного фасада составляет высокий четырёхколонный портик, от которого отходят две изогнутых колоннады. До 1980-х портик украшала скульптура комсомольцев, держащих в руках карту плана лесопосадок (скульпторы — О. А. Иконников и Ю. Г. Ушков). Интерьер вводного зала павильона украшает панно «Лес» (художник — В. Е. Панфилов), в круглом зале на плафоне сохранилась первоначальная роспись с растительными композициями.
На момент постройки павильон носил название «Лесоразведение». В 1955 году был переименован в «Лесное хозяйство», в 1958 получил название «Лесное хозяйство и деревообрабатывающая промышленность», в 1964—1967 годах он назывался «Лесная и деревообрабатывающая промышленность, Лесное хозяйство», после чего получил своё современное название.
Переименования павильона были непосредственно связаны с изменениями, происходившими в его экспозиции. Изначально экспозиция рассказывала о посадках и восстановлении леса, а вместе с присвоением павильону названия «Лесное хозяйство и деревообрабатывающая промышленность» тематика была расширена, и в экспозиции также стали демонстрироваться методы использования и переработки древесины. Впоследствии именно эта тематика стала в павильоне основной. Также до 1956 года в павильоне экспонировались предметы, в дальнейшем составившие коллекцию павильона № 16 «Гидрометеорология».